# すてきな気持ち (1925年の曲)
「すてきな気持ち」（すてきなきもち）あるいは「ザット・サートゥン・フィーリング」（“That Certain Feeling”）は、ジョージ・ガーシュウィンが作曲し、アイラ・ガーシュウィンが作詞した1925年の楽曲。
1925年のミュージカル『Tip-Toes』では、アレン・カーンズとクイーニー・スミスが歌った。後には、ボブ・ホープが主演した1956年の映画『すてきな気持ち (That Certain Feeling)』の題名にも用いられ、作中では冒頭のオープニングクレジットでパール・ベイリーが歌い、後段ではリプリーズとしてボブ・ホープが歌った。

## おもな録音
- ドロシー・ディクソンとアレン・カーンズ、ジャック・クラーク、G・ミドルトン (Dorothy Dickson and Allen Kearns, Jack Clarke, G. Myddleton) - 1926年9月9日録音 - Columbia 91298, matrix WA 1887
- ポール・ホワイトマンと彼の楽団 (Paul Whiteman and His Orchestra) - 1925年12月24日録音 - Victor Records, catalog No. 19920.[4] - 1926年に人気を博したバージョン[5]
- ジョセフィン・ベーカー (Josephine Baker) - 1926年録音 - Odeon 49.171
- シャーリー・ロス (Shirley Ross - Decca 78rpm album 『George Gershwin Songs, Vol. 1』（1939年）
- エラ・フィッツジェラルド (Ella Fitzgerald) - 1959年録音 - アルバム『Ella Fitzgerald Sings the George and Ira Gershwin Songbook』
- ジョージ・ガーシュウィン (George Gershwin - 1926年録音
- レイトン&ジョンストン (Layton & Johnstone) - 1926年11月録音 - Columbia WA 4530
- パール・ベイリー (Pearl Bailey - アルバム『Singing & Swinging』（1960年）[6]
- レス・ブラウンとジョー・アン・グリア (Les Brown and Jo Ann Greer) - 1956年5月18日録音 - Capitol 3463[7]